# Stazione meteorologica di Ragusa
La stazione meteorologica di Ragusa è la stazione meteorologica di riferimento relativa alla città di Ragusa.

## Coordinate geografiche
La stazione meteo si trova nell'Italia insulare, in Sicilia, nel comune di Ragusa, a 515 metri s.l.m. e alle coordinate geografiche 36°56′N 14°44′E.

## Dati climatologici
In base alla media trentennale di riferimento 1961-1990, la temperatura media del mese più freddo, gennaio, si attesta a +8,1 °C; quella del mese più caldo, agosto, è di +25,3 °C .
| Ragusa             | Mesi | Mesi | Mesi | Mesi | Mesi | Mesi | Mesi | Mesi | Mesi | Mesi | Mesi | Mesi | Stagioni | Stagioni | Stagioni | Stagioni | Anno |
| Ragusa             | Gen  | Feb  | Mar  | Apr  | Mag  | Giu  | Lug  | Ago  | Set  | Ott  | Nov  | Dic  | Inv      | Pri      | Est      | Aut      | Anno |
| ------------------ | ---- | ---- | ---- | ---- | ---- | ---- | ---- | ---- | ---- | ---- | ---- | ---- | -------- | -------- | -------- | -------- | ---- |
| T. max. media (°C) | 12,3 | 12,8 | 15,0 | 17,4 | 23,2 | 28,7 | 31,6 | 32,0 | 28,0 | 22,4 | 18,0 | 14,0 | 13,0     | 18,5     | 30,8     | 22,8     | 21,3 |
| T. min. media (°C) | 3,9  | 4,3  | 5,7  | 7,5  | 11,4 | 16,1 | 18,3 | 18,6 | 15,9 | 12,0 | 8,6  | 5,3  | 4,5      | 8,2      | 17,7     | 12,2     | 10,6 |